# Lamentação sobre o Cristo Morto (Botticelli, Milão)
A Lamentação sobre o Cristo Morto com Santos é uma pintura da Lamentação de Cristo do artista renascentista italiano Sandro Botticelli, datada entre 1490 e 1495. A pintura foi originalmente mantida em Santa Maria Maggiore, Florença. Está agora no Museu Poldi Pezzoli de Milão. A pintura é uma das duas versões de A Lamentação, de Botticelli. O outro, por volta de 1492, está agora na Alte Pinakothek, em Munique.